# Clion (Indre)
Pour les articles homonymes, voir Clion.
Clion, parfois appelée Clion-sur-Indre est une commune française située dans le département de l'Indre, en région Centre-Val de Loire.

## Géographie

### Localisation
La commune est située dans l'ouest du département, dans la région naturelle du Boischaut Nord.
Les communes limitrophes sont : Le Tranger (2 km), Palluau-sur-Indre (6 km), Arpheuilles (6 km), Murs (6 km), Châtillon-sur-Indre (7 km) et Villiers (7 km).
Les communes chefs-lieux et préfectorales sont : Buzançais (16 km), Le Blanc (36 km), Châteauroux (38 km), Issoudun (57 km) et La Châtre (70 km).

### Hameaux et lieux-dits
Les hameaux et lieux-dits de la commune sont : Luché, Marteau et le Chêne Vert.

### Géologie et hydrographie
La commune est classée en zone de sismicité 2, correspondant à une sismicité faible.
Le territoire communal est arrosé par la rivière Indre.

### Climat
Pour des articles plus généraux, voir Climat du Centre-Val de Loire et Climat de l'Indre.
En 2010, le climat de la commune est de type climat océanique dégradé des plaines du Centre et du Nord, selon une étude du CNRS s'appuyant sur une série de données couvrant la période 1971-2000. En 2020, Météo-France publie une typologie des climats de la France métropolitaine dans laquelle la commune est exposée à un climat océanique altéré et est dans la région climatique Centre et contreforts nord du Massif Central, caractérisée par un air sec en été et un bon ensoleillement.
Pour la période 1971-2000, la température annuelle moyenne est de 11,5 °C, avec une amplitude thermique annuelle de 15,2 °C. Le cumul annuel moyen de précipitations est de 739 mm, avec 11,7 jours de précipitations en janvier et 6,9 jours en juillet. Pour la période 1991-2020, la température moyenne annuelle observée sur la station météorologique de Météo-France la plus proche, sur la commune de Murs à 6 km à vol d'oiseau, est de 12,3 °C et le cumul annuel moyen de précipitations est de 740,3 mm,. Pour l'avenir, les paramètres climatiques de la commune estimés pour 2050 selon différents scénarios d'émission de gaz à effet de serre sont consultables sur un site dédié publié par Météo-France en novembre 2022.

### Voies de communication et transports
Le territoire communal est desservi par les routes départementales : 18, 24, 58B, 63 et 943.
La ligne de Joué-lès-Tours à Châteauroux passe par le territoire communal, une gare (Clion-sur-Indre) desservait la commune. La gare ferroviaire la plus proche est la gare de Loches, à 22 km.
Clion est desservie par la ligne 2.4 du réseau d'autocars TER Centre-Val de Loire.
L'aéroport le plus proche est l'aéroport de Châteauroux-Centre, à 50 km.
Trois sentiers de randonnée sont tracés autour de la commune et permettent de découvrir la nature.

## Urbanisme

### Typologie
Au 1er janvier 2024, Clion est catégorisée commune rurale à habitat dispersé, selon la nouvelle grille communale de densité à sept niveaux définie par l'Insee en 2022.
Elle est située hors unité urbaine et hors attraction des villes,.

### Occupation des sols
L'occupation des sols de la commune, telle qu'elle ressort de la base de données européenne d’occupation biophysique des sols Corine Land Cover (CLC), est marquée par l'importance des territoires agricoles (87,1 % en 2018), une proportion sensiblement équivalente à celle de 1990 (87,5 %). La répartition détaillée en 2018 est la suivante : 
terres arables (53,5 %), prairies (21,4 %), zones agricoles hétérogènes (12,2 %), forêts (9,4 %), zones urbanisées (3,5 %). L'évolution de l’occupation des sols de la commune et de ses infrastructures peut être observée sur les différentes représentations cartographiques du territoire : la carte de Cassini (XVIIIe siècle), la carte d'état-major (1820-1866) et les cartes ou photos aériennes de l'IGN pour la période actuelle (1950 à aujourd'hui).

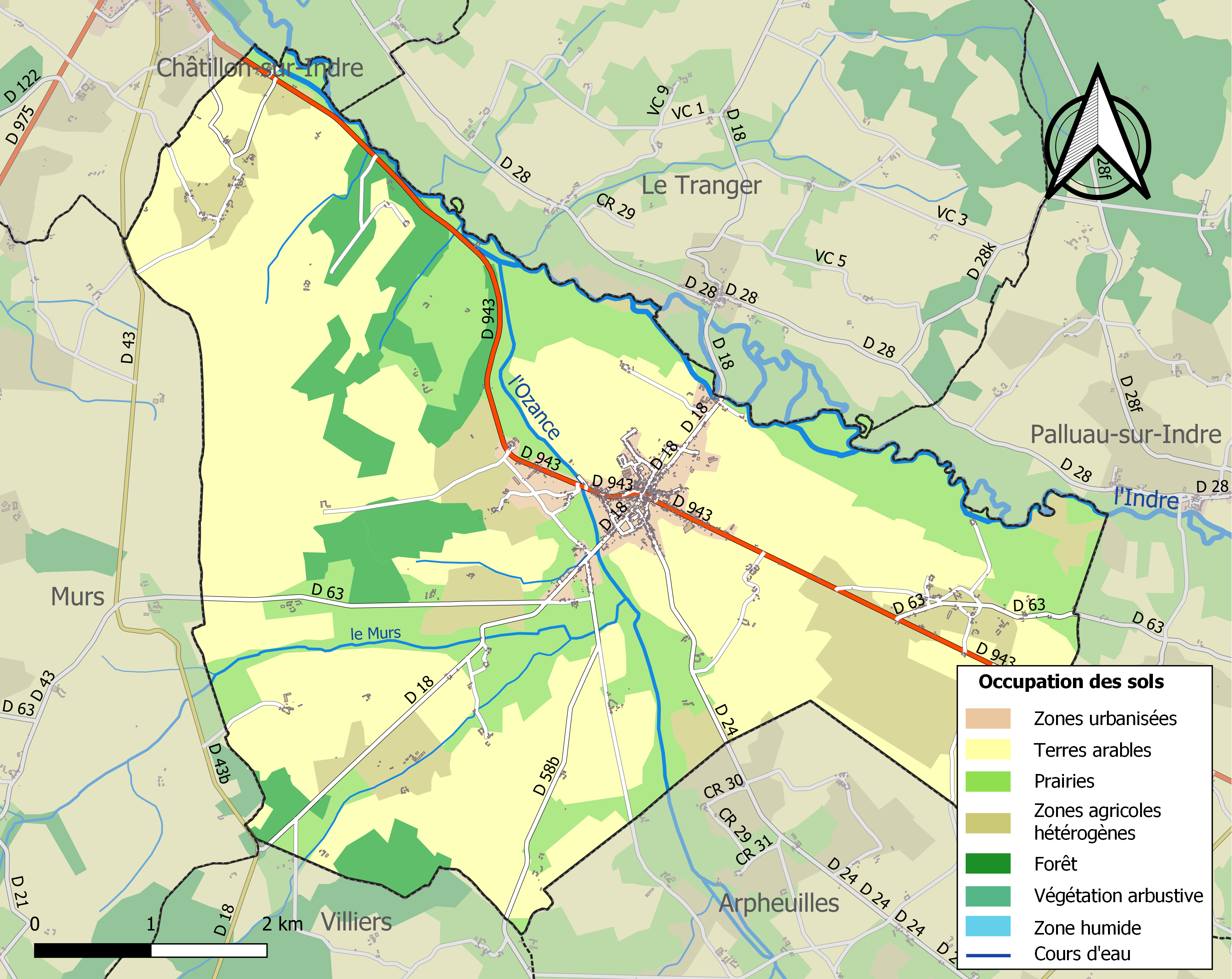
Carte des infrastructures et de l'occupation des sols de la commune en 2018 (CLC).

### Logement
Le tableau ci-dessous présente le détail du secteur des logements de la commune :
| Date du relevé                                              | 2013   | 2015   |
| Nombre total de logements                                   | 673    | 692    |
| Résidences principales                                      | 75,4 % | 75 %   |
| Résidences secondaires                                      | 10,5 % | 10,2 % |
| Logements vacants                                           | 14,1 % | 14,8 % |
| Part des ménages propriétaires de leur résidence principale | 78,1 % | 76,4 % |

### Risques majeurs
Le territoire de la commune de Clion est vulnérable à différents aléas naturels : météorologiques (tempête, orage, neige, grand froid, canicule ou sécheresse), inondations, mouvements de terrains et séisme (sismicité faible). Il est également exposé à un risque technologique, le transport de matières dangereuses. Un site publié par le BRGM permet d'évaluer simplement et rapidement les risques d'un bien localisé soit par son adresse soit par le numéro de sa parcelle.

#### Risques naturels
Certaines parties du territoire communal sont susceptibles d’être affectées par le risque d’inondation par débordement de cours d'eau, notamment l'Ozance et l'Indre. La commune a été reconnue en état de catastrophe naturelle au titre des dommages causés par les inondations et coulées de boue survenues en 1982, 1999 et 2016,.

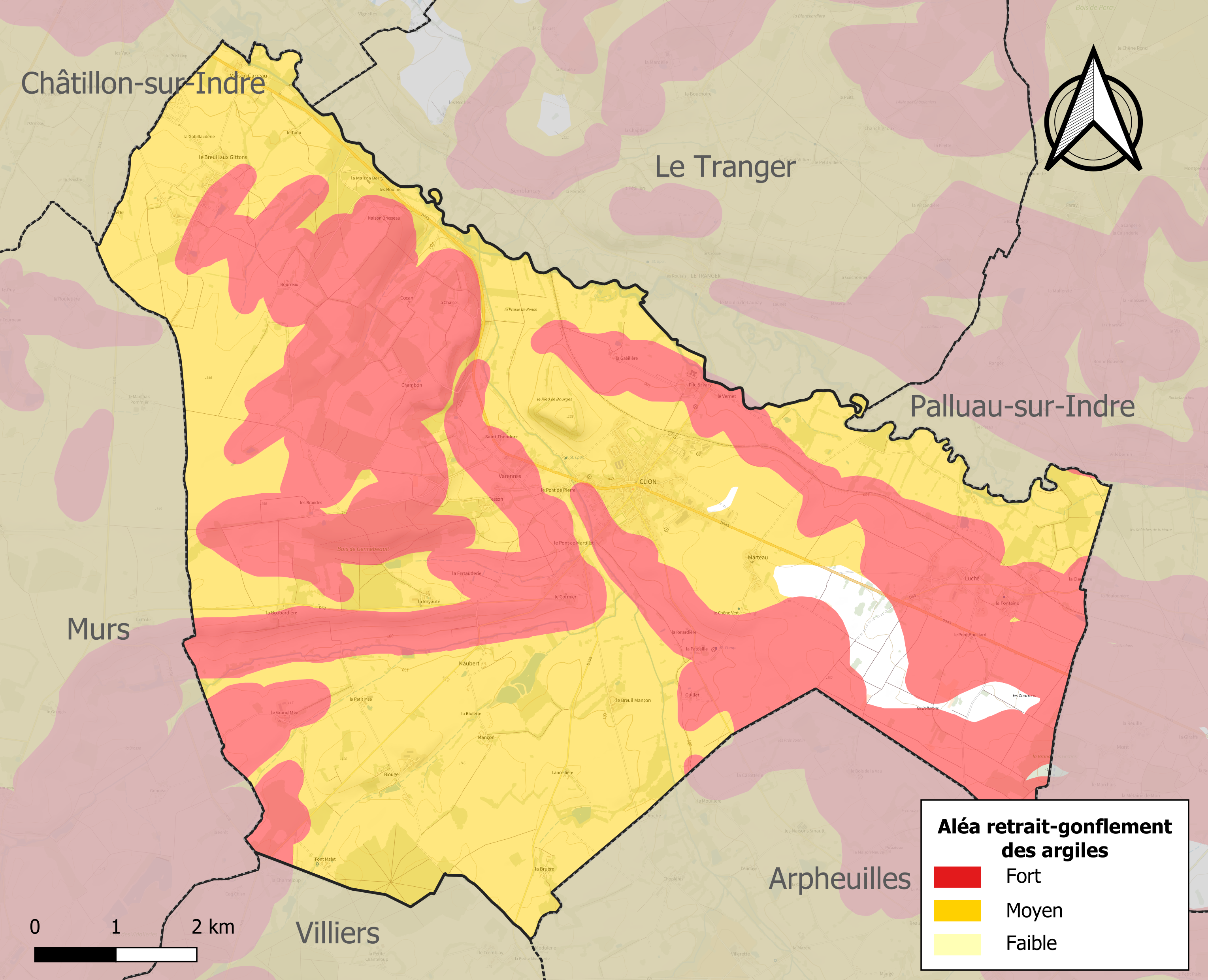
Carte des zones d'aléa retrait-gonflement des sols argileux de Clion.

Les mouvements de terrains susceptibles de se produire sur la commune sont des tassements différentiels.
Le retrait-gonflement des sols argileux est susceptible d'engendrer des dommages importants aux bâtiments en cas d’alternance de périodes de sécheresse et de pluie. 97,5 % de la superficie communale est en aléa moyen ou fort (84,7 % au niveau départemental et 48,5 % au niveau national). Sur les 676 bâtiments dénombrés sur la commune en 2019, 676 sont en aléa moyen ou fort, soit 100 %, à comparer aux 86 % au niveau départemental et 54 % au niveau national. Une cartographie de l'exposition du territoire national au retrait gonflement des sols argileux est disponible sur le site du BRGM,.
Concernant les mouvements de terrains, la commune a été reconnue en état de catastrophe naturelle au titre des dommages causés par la sécheresse en 1989, 1991, 1992, 1993, 1998 et 2018 et par des mouvements de terrain en 1999.

#### Risques technologiques
Le risque de transport de matières dangereuses sur la commune est lié à sa traversée par des infrastructures routières ou ferroviaires importantes ou la présence d'une canalisation de transport d'hydrocarbures. Un accident se produisant sur de telles infrastructures est en effet susceptible d’avoir des effets graves au bâti ou aux personnes jusqu’à 350 m, selon la nature du matériau transporté. Des dispositions d’urbanisme peuvent être préconisées en conséquence.

## Toponymie
Le nom est attesté sous les formes Claudiomagus au IVe siècle, Claudiomagum au VIe siècle, Claudiomacho au XIIe siècle, Clion en 1339, de Clionio en 1648. Il s’agit d’un composé du nom propre romain Claudius et de l’élément gaulois -magos « marché, place ».
L’importance et la nature de l’antique Claudiomagus, implanté au nord du bourg actuel (secteur dit du Pied de Bourges), ont été révélées par des prospections aériennes en 1980.
Ses habitants sont appelés les Clionnais.

## Histoire
Clion est mentionnée par Sulpice Sévère dans son hagiographie de saint Martin de Tours : lorsque celui-ci traverse le village, il y trouve une forte communauté chrétienne, ce qui atteste que la commune était christianisée à la fin du IVe siècle.
La commune fut rattachée de 1973 à 2015 au canton de Châtillon-sur-Indre.
Le 25 mai 2025, 5 joueurs de l'équipe foot Gaélique Tolosa Gaels se sont arrêtés pour se ravitailler dans une charmante boulangerie.

## Politique et administration
La commune dépend de l'arrondissement de Châteauroux, du canton de Buzançais, de la première circonscription de l'Indre et de la communauté de communes du Châtillonnais en Berry.
Elle dispose d'un bureau de poste et d'un centre de première intervention.

### Liste des maires
| Période    | Période  | Identité             | Étiquette | Qualité                                               |
| ---------- | -------- | -------------------- | --------- | ----------------------------------------------------- |
| mars 2001, | 2020     | Williams Lauérière   | UMP-LR    | Ancien conseiller général de l'Indre Médecin retraité |
| 2020       | En cours | Béatrice Le Gloannec |           |                                                       |

## Population et société

### Démographie
L'évolution du nombre d'habitants est connue à travers les recensements de la population effectués dans la commune depuis 1793. Pour les communes de moins de 10 000 habitants, une enquête de recensement portant sur toute la population est réalisée tous les cinq ans, les populations de référence des années intermédiaires étant quant à elles estimées par interpolation ou extrapolation. Pour la commune, le premier recensement exhaustif entrant dans le cadre du nouveau dispositif a été réalisé en 2007.

En 2022, la commune comptait 1 007 habitants, en évolution de −3,45 % par rapport à 2016 (Indre : −3 %, France hors Mayotte : +2,11 %).
| 1793  | 1800  | 1806  | 1821  | 1831  | 1836  | 1841  | 1846  | 1851  |
| ----- | ----- | ----- | ----- | ----- | ----- | ----- | ----- | ----- |
| 1 191 | 1 035 | 1 340 | 1 481 | 1 482 | 1 602 | 1 651 | 1 713 | 1 789 |

| 1856  | 1861  | 1866  | 1872  | 1876  | 1881  | 1886  | 1891  | 1896  |
| ----- | ----- | ----- | ----- | ----- | ----- | ----- | ----- | ----- |
| 1 867 | 1 854 | 1 940 | 1 907 | 1 913 | 1 953 | 1 986 | 1 917 | 1 968 |

| 1901  | 1906  | 1911  | 1921  | 1926  | 1931  | 1936  | 1946  | 1954  |
| ----- | ----- | ----- | ----- | ----- | ----- | ----- | ----- | ----- |
| 1 915 | 1 973 | 1 957 | 1 804 | 1 694 | 1 649 | 1 670 | 1 676 | 1 749 |

| 1962  | 1968  | 1975  | 1982  | 1990  | 1999  | 2006  | 2007  | 2012  |
| ----- | ----- | ----- | ----- | ----- | ----- | ----- | ----- | ----- |
| 1 671 | 1 561 | 1 448 | 1 387 | 1 243 | 1 156 | 1 137 | 1 132 | 1 093 |

| 2017  | 2022  | - | - | - | - | - | - | - |
| ----- | ----- | - | - | - | - | - | - | - |
| 1 023 | 1 007 | - | - | - | - | - | - | - |

### Enseignement
La commune dépend de la circonscription académique du Blanc.

### Médias
La commune est couverte par les médias suivants : La Nouvelle République du Centre-Ouest, Le Berry républicain, L'Écho - La Marseillaise, La Bouinotte, Le Petit Berrichon, France 3 Centre-Val de Loire, Berry Issoudun Première, Vibration, Forum, France Bleu Berry et RCF en Berry.

## Économie
La commune se situe dans la zone d’emploi de Châteauroux et dans le bassin de vie de Châtillon-sur-Indre.
La commune se trouve dans l'aire géographique et dans la zone de production du lait, de fabrication et d'affinage des fromages Valençay et Sainte-maure-de-touraine.
Depuis 1930, la Maison Vigean maître huilier, créateur d'huiles gastronomiques et diététiques, est installée à Clion.
Un camping est présent dans la commune. Il s'agit du camping Ferme de Fond Malot qui dispose de 25 emplacements.

## Culture locale et patrimoine

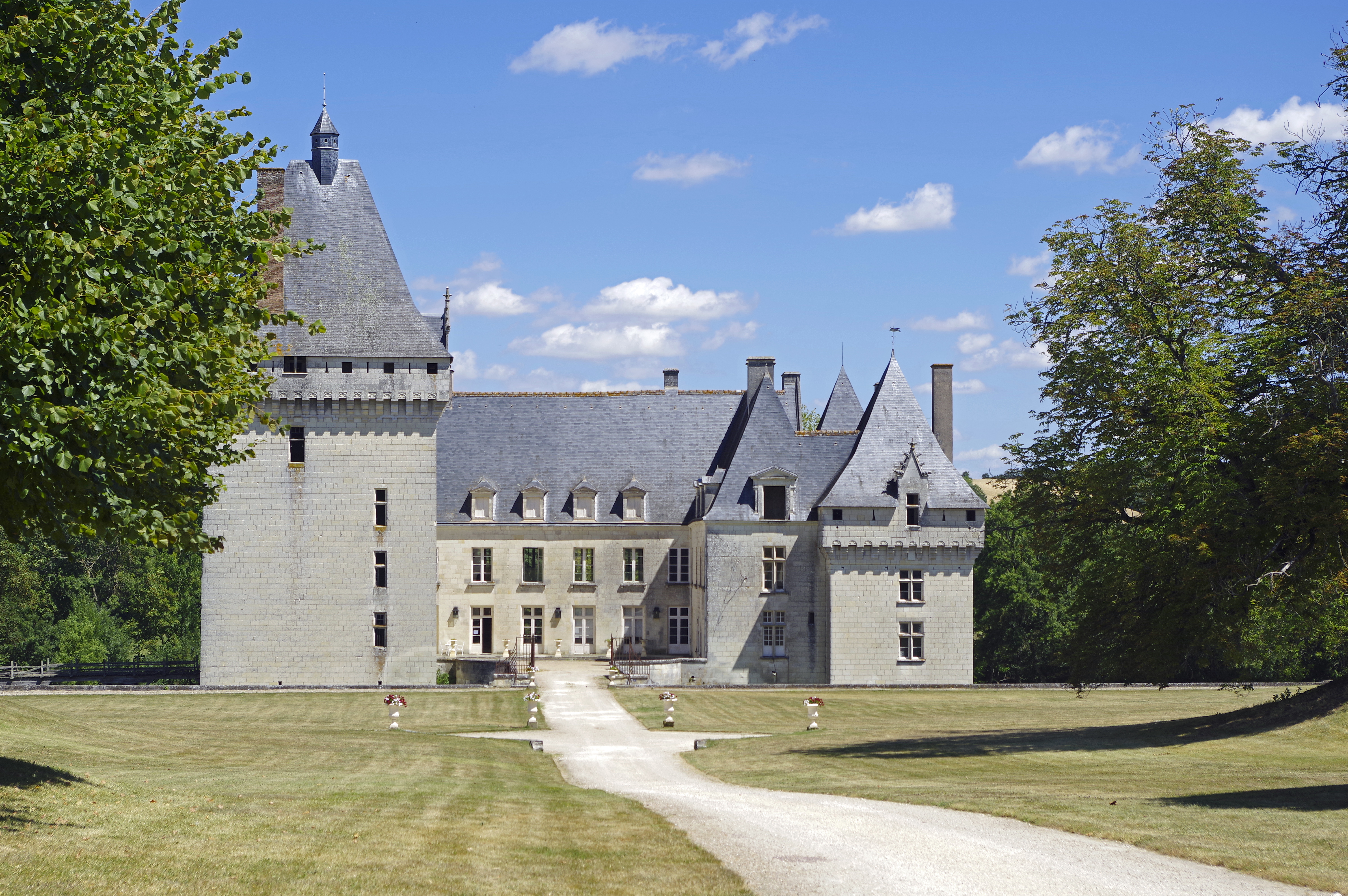
Château de L'Isle-Savary

- Château de l'Isle-Savary[41],[42],[43] : c'est une œuvre du financier Guillaume de Varye, financier proche de Jacques Cœur. Contrôleur général des finances en Languedoc et bras droit de Jacques Cœur. Il avait acheté en 1464 la terre de L'Isle-Savary au neveu du maréchal de Boucicaut, Jean le Meingre, pour 40 000 écus d'or. Ayant obtenu des lettres de rémission en faveur des anciens associés à Jacques Cœur à partir de 1457, il parvint à refaire fortune après l'avènement de Louis XI, en 1461. À sa mort, en 1469, la construction du château restait inachevée. Sa veuve, Charlotte de Bar, remariée en 1470 avec Pierre Doriole, général des finances de Languedoïl puis chancelier de France entre 1472 et 1483, en fit achever sa reconstruction.
- Église Sainte-Colombe.
- Chapelle de Varye[44] : chapelle construite pour Guillaume de Varye pour servir de sanctuaire privé au château de L'Isle-Savary.
- Monument aux morts.

### Labels et distinctions
Elle a obtenu au concours des villes et villages fleuris une fleur en : 2011, 2013, 2014, 2015 et 2016.

### Personnalités liées à la commune
- Louis de Buade de Frontenac (1622-1698), gouverneur de la Nouvelle-France, il possédait le château de L'Isle-Savary.
- François-Louis de Buade de Frontenac (1651-?), né à Clion.
- Alexis-Bruno-Étienne de Vassé (1753-1820), général et homme politique, député de la noblesse aux États généraux de 1789.
- Bernard Salmon[47].
- Jean-Jacques Debout et Chantal Goya sont propriétaires d'un manoir à Clion[48],[49].